# Оркестр радио и телевидения Саарбрюккена
Оркестр радио и телевидения Саарбрюккена (нем. Rundfunk-Sinfonieorchester Saarbrücken) — немецкий симфонический оркестр, работающий в городе Саарбрюккен. Основан в 1937 г.
Наиболее значительная страница в истории оркестра была открыта его руководителем 1970-х гг. Гансом Цендером, учредившим региональный фестиваль «Музыка в XX столетии» (нем. Musik im 20. Jahrhundert), в рамках которого происходит сотрудничество музыкантов и музыкальных коллективов Саара, Люксембурга и Лотарингии. На фестивале неоднократно происходили мировые и европейские премьеры произведений Пьера Булеза, Луиджи Ноно, Джона Кейджа, Маурисио Кагеля и других видных современных композиторов. Заметным событием стала также запись симфоний Брукнера, осуществлённая в 1990-е годы главным приглашённым дирижёром оркестра Станиславом Скровачевским.
В 1952—1972 гг. параллельно действовал также Камерный оркестр Саарского радио под руководством Карла Ристенпарта, а после 1968 г. — Антонио Янигро. В 1972 г. этот коллектив был соединен с основным оркестром.
В 2007 г. по финансовым причинам Оркестр был слит с Оркестром Кайзерслаутернского радио, в результате чего образовался Филармонический оркестр немецкого радио Саарбрюккена и Кайзерслаутерна.

## Главные дирижёры
- Альберт Юнг (1937—1945)
- Рудольф Михль (1946—1971)
- Ганс Цендер (1972—1984)
- Чон Мён Хун (1984—1990)
- Марчелло Виотти (1991—1995)
- Майкл Стерн (1996—2000)
- Гюнтер Хербиг (2001—2006)
- Кристоф Поппен[нем.] (2006—2007)

Филармонический оркестр немецкого радио Саарбрюккена и Кайзерслаутерна / Deutsche Radio Philharmonie Saarbrücken Kaiserslautern (DRP)
- Кристоф Поппен (2007—2011)
- Карел Марк Чичон[англ.] (2011-2017)
- Пиетари Инкинен ( c 2017)